# Cervonîi Kut (Pidlisnivka), Sumî
Cervonîi Kut (în ucraineană Червоний Кут) este un sat în comuna Pidlisnivka din raionul Sumî, regiunea Sumî, Ucraina.

## Demografie
Componența lingvistică a localității Cervonîi Kut
     Ucraineană (96,09%)
     Rusă (3,35%)
     Alte limbi (0,56%)
Conform recensământului din 2001, majoritatea populației localității Cervonîi Kut era vorbitoare de ucraineană (96,09%), existând în minoritate și vorbitori de rusă (3,35%).